# Puccinellia krusemaniana
Puccinellia krusemaniana är en gräsart som beskrevs av Pieter Jansen och Willem Hendrik Wachter. Puccinellia krusemaniana ingår i släktet saltgrässläktet, och familjen gräs. Inga underarter finns listade i Catalogue of Life.